# John Berryman
John Berryman (Geburtsname: John Allyn Smith) (* 25. Oktober 1914 in McAlester, Oklahoma; † 7. Januar 1972 in Minneapolis, Minnesota) war ein US-amerikanischer Hochschullehrer und Dichter, der den Bollingen Prize in Poetry, den National Book Award und den Pulitzer-Preis erhielt. Er wird unter anderem der Gruppe der Confessional Poets zugeordnet.

## Leben
1931 unternahm Berryman, der seinen leiblichen Vater 1926 durch Selbstmord verlor und den Familiennamen seines Stiefvaters annahm, seinen ersten Suizidversuch. Nach dem Schulbesuch studierte er zusammen mit Robert Lax zunächst an der Columbia University und dann zwei Jahre am Clare College der University of Cambridge. 
Berryman, der Mitglied der akademischen Gesellschaft Phi Beta Kappa war, war als Redakteur für Lyrik bei der linksgerichteten Wochenzeitung The Nation tätig, der ältesten Wochenzeitschrift der Vereinigten Staaten.
Sein literarisches Debüt gab er 1942 mit der Veröffentlichung der Anthologie Poems und erhielt nach seinem zweiten Gedichtband The Dispossessed (1948) im Jahr 1952 erstmals ein Guggenheim-Stipendium. Große Anerkennung erhielt er auch für eine Biografie über den Schriftsteller Stephen Crane, die 1950 unter dem Titel Stephen Crane. A critical biography erschien.
Nach seinem bedeutenden, durch die erste Dichterin Neuenglands Anne Bradstreet inspirierten Gedichtband Homage to Mistress Bradstreet (1956; dt. Huldigung für Mistress Bradstreet, übersetzt von Gertrude Clorius Schwebell mit einem Nachwort von Walter Hasenclever) erhielt er für seine Anthologie 77 Dream Songs (1964) den Pulitzer-Preis für Poesie für das Jahr 1965. Während dieser Zeit wurden seine Gedichte durch den Literaturkritiker der Zeitung The Observer Al Alvarez auch der britischen Öffentlichkeit bekannt gemacht. 
Am 28. Februar 1966 gehörte er neben zahlreichen weiteren bedeutenden Dichtern wie Robert Lowell, Richard Wilbur, Stanley Kunitz und Robert Penn Warren zu den Teilnehmern an einem Gedenkgottesdienst an der Yale University für Randall Jarrell. 
Nach der Veröffentlichung des Gedichtbandes Berryman’s Sonnets (1967) erhielt er abermals ein Guggenheim-Stipendium, während die 1968 erschienene Anthologie His Toy, His Dream, His Rest 1969 mit dem National Book Award in der Kategorie Lyrik ausgezeichnet wurde.
Für den danach veröffentlichten Gedichtband The Dream Songs (1969) erhielt er 1969 neben Karl Shapiro den Bollingen Prize in Poetry. Zuletzt veröffentlichte er mit Love & Fame (1970) nicht nur eine weitere Anthologie, sondern 1971 unter dem Titel Recovery auch seine Memoiren.
Neben seiner schriftstellerischen Tätigkeit war er nicht nur Lecturer an der University of Washington und der University of Cincinnati, sondern auch Professor an der Wayne State University, der Harvard University, der University of California at Berkeley sowie der Brown University. Zuletzt war er von 1955 bis zu seinem Tod Professor für Geisteswissenschaft an der University of Minnesota. Zu den Studenten eines seiner literarischen Workshops gehörte unter anderem William Dickey.
Am 7. Januar 1972 beging Berryman, der unter Epilepsie, Depressionen, Alkohol- und Nikotinabhängigkeit litt, Selbstmord durch einen Sprung von der Washington Avenue Bridge in Minneapolis.

## Mitgliedschaften
1965 wurde Berryman in die American Academy of Arts and Letters und 1967 in die American Academy of Arts and Sciences gewählt.

## Hintergrundliteratur
- J. Haffenden: John Berryman. Routledge, Kegan & Paul, Boston, Mass. 1982, ISBN 0-7100-9216-4.
- Lewis Hyde: Alcohol and Poetry. John Berryman and the booze talking. Neuaufl. Dallas Institute, Dallas, Tx. 1986, ISBN 0-911005-10-2 (Essays).
- Paul Mariani: Dream song : the life of John Berryman, San Antonio : Trinity University Press, [2016], ISBN 978-1-59534-766-4